# 静岡県立吉田高等学校
静岡県立𠮷田高等学校（しずおかけんりつ よしだこうとうがっこう）は、静岡県榛原郡吉田町片岡にあった県立高等学校。通称は「𠮷高」（よしこう）。

## 概要
普通科・英語科・福祉科の3学科が設置され、特に福祉科と英語科は特色のある教育が行われている。特に英語科は開校当時はまだ珍しく、全国から視察が来たほどである。
2014年度（平成26年度）に静岡県立大井川高等学校（焼津市）と統合し、旧大井川高校跡に清流館高等学校が開校したため、吉田高校は事実上、廃校となった。跡地は校舎改修を経て、2015年（平成27年）度より静岡県立吉田特別支援学校となっている。

## 沿革
- 1971年（昭和46年） - 開校
- 2007年（平成19年） - 英語科の普通科（英進類型）への移行開始
- 2014年（平成26年）4月 - 静岡県立大井川高等学校との統合により静岡県立清流館高等学校開校。

## 学科
- 全日制
  - 普通科（普通類型・英語類型）
  - 福祉科

## 出身著名人
- 浅羽由紀 - 歌手
- 堀井茶渡 - 俳優

## 学校長・教職員

### （学校長）
- 中村羊一郎